# فهرست استانداران ایران در دولت هفتم
این نوشتار، فهرست استانداران ایران در دولت هفتم (۱۳۸۰–۱۳۷۶) به ریاست‌جمهوری سید محمد خاتمی است.

## فهرست
| استان               | استاندار | استاندار                | آغاز تصدی       | پایان تصدی      | منبع  |
| ------------------- | -------- | ----------------------- | --------------- | --------------- | ----- |
| آذربایجان شرقی      |          | یحیی محمدزاده           | ۱۶ شهریور ۱۳۷۶  | ۱۶ آبان ۱۳۸۰    |       |
| آذربایجان غربی      |          | علی‌محمد غریبانی         | ۱۶ مهر ۱۳۷۶     | ۱۳۷۸            |       |
| آذربایجان غربی      |          | سید محمود میرلوحی       | ۱۳۷۸            | ۲۳ دی ۱۳۸۰      |       |
| اردبیل              |          | سید حمید طهایی          | ۲۰ مهر ۱۳۷۶     | در دولت بعدی    |       |
| اصفهان              |          | محمود اسلامیان          | ۴ شهریور ۱۳۷۶   | ۱۶ شهریور ۱۳۷۶  | [ ۱ ] |
| اصفهان              |          | سید جعفر موسوی          | ۱۶ شهریور ۱۳۷۶  | در دولت بعدی    |       |
| ایلام               |          | عبدالمحمد زاهدی         | ۲۰ مهر ۱۳۷۶     | ۱۶ مرداد ۱۳۷۹   |       |
| ایلام               |          | فریبرز محمودیان سرپرست  | مرداد ۱۳۷۹      | ۳ مهر ۱۳۷۹      |       |
| ایلام               |          | محمود زمانی قمی         | ۳ مهر ۱۳۷۹      | در دولت بعدی    |       |
| بوشهر               |          | محمدابراهیم انصاری لاری | ۱۶ مهر ۱۳۷۶     | شهریور ۱۳۷۸     |       |
| بوشهر               |          | حسن یونس سینکی          | ۷ مهر ۱۳۷۸      | ۹ اسفند ۱۳۸۰    |       |
| تهران               |          | حسن خلیلیان سرپرست      | ۶ شهریور ۱۳۷۶   | ۱۶ مهر ۱۳۷۶     |       |
| تهران               |          | سید محمدرضا آیت‌اللهی    | ۱۶ مهر ۱۳۷۶     | ۱ مرداد ۱۳۸۰    |       |
| چهارمحال و بختیاری  |          | سید صفدر حسینی          | ۳۰ مهر ۱۳۷۶     | ۱۶ مرداد ۱۳۷۹   |       |
| چهارمحال و بختیاری  |          | عبدالمحمد زاهدی         | ۱۶ مرداد ۱۳۷۹   | در دولت بعدی    |       |
| خراسان              |          | محسن مهرعلیزاده         | ۱۹ بهمن ۱۳۷۶    | ۲۰ آبان ۱۳۸۰    |       |
| خوزستان             |          | احمد خرم                | ۳۰ شهریور ۱۳۷۶  | ۸ آذر ۱۳۷۷      |       |
| خوزستان             |          | عبدالحسن مقتدائی        | ۸ آذر ۱۳۷۷      | ۱۵ اسفند ۱۳۸۰   |       |
| زنجان               |          | مسعود سلطانی‌فر          | ۱۶ مهر ۱۳۷۶     | ۴ مهر ۱۳۸۰      |       |
| سمنان               |          | سید محمود میرلوحی       | ۲۰ مهر ۱۳۷۶     | ۱۳۷۸            |       |
| سمنان               |          | محمدعلی پنجه‌فولادگران   | ۱۳۷۸            | در دولت بعدی    |       |
| سیستان و بلوچستان   |          | سید محمود حسینی         | ۲۰ مهر ۱۳۷۶     | در دولت بعدی    |       |
| فارس                |          | غلامرضا صحرائیان        | ۱۶ شهریور ۱۳۷۶  | ۲۹ فروردین ۱۳۸۰ |       |
| فارس                |          | محمدابراهیم انصاری لاری | ۲۹ فروردین ۱۳۸۰ | در دولت بعدی    |       |
| قزوین               |          | سید علی نکویی           | ۱۶ شهریور ۱۳۷۶  | ۲۸ شهریور ۱۳۸۰  |       |
| قم                  |          | قربانعلی سعادت          | ۱۹ بهمن ۱۳۷۶    | در دولت بعدی    |       |
| کردستان             |          | عبدالله رمضان‌زاده       | ۲۳ شهریور ۱۳۷۶  | ۴ مهر ۱۳۸۰      |       |
| کرمان               |          | مسعود محمودی            | ۱۶ شهریور ۱۳۷۶  | ۲۵ مهر ۱۳۸۰     |       |
| کرمانشاه            |          | محمدحسین مقیمی          | شهریور ۱۳۷۶     | ۴ مهر ۱۳۸۰      |       |
| کهگیلویه و بویراحمد |          | علی‌اکبر اولیاء          | ۳۰ مهر ۱۳۷۶     | ۲۷ مرداد ۱۳۷۸   |       |
| کهگیلویه و بویراحمد |          | کریم شورانگیز           | ۲۷ مرداد ۱۳۷۸   | در دولت بعدی    |       |
| گلستان              |          | سید ابراهیم درازگیسو    | ۱۹ بهمن ۱۳۷۶    | ۱۳۷۹            |       |
| گلستان              |          | علی‌اصغر احمدی           | ۱۳۷۹            | ۱۵ بهمن ۱۳۸۰    |       |
| گیلان               |          | علی صوفی                | ۱۹ بهمن ۱۳۷۶    | ۳۱ مرداد ۱۳۸۰   |       |
| لرستان              |          | سید حسن رسولی           | ۲۳ شهریور ۱۳۷۶  | ۱۳۷۹            |       |
| لرستان              |          | نورالله عابدی           | ۱۳۷۹            | در دولت بعدی    |       |
| مازندران            |          | داوود کشاورزیان         | ۲۳ شهریور ۱۳۷۶  | ۱۸ بهمن ۱۳۷۹    |       |
| مازندران            |          | جعفر رحمان‌زاده سرپرست   | ۱۸ بهمن ۱۳۷۹    | ۲۱ شهریور ۱۳۸۰  | [ ۲ ] |
| مرکزی               |          | حمید حاجی‌عبدالوهاب      | ۱۸ آبان ۱۳۷۶    | ۳ آبان ۱۳۸۰     |       |
| هرمزگان             |          | فتح‌الله معین            | ۳۰ مهر ۱۳۷۶     | ۱۵ اسفند ۱۳۸۰   |       |
| همدان               |          | علی جابریان             | ۱۶ مهر ۱۳۷۶     | ۲۳ آبان ۱۳۸۰    |       |
| یزد                 |          | غلامعلی سفید            | از دولت قبلی    | ۲۱ شهریور ۱۳۸۰  |       |